# Harsh noise wall
Harsh noise wall, znany również jako wall noise lub HNW – podgatunek muzyki noise, opisywany jako „monolityczny hałas”. Gatunek został spopularyzowany przez francuskiego muzyka Vomira.
Harsh noise wall składa się ze ścieżek dźwiękowych, które tworzą dźwięk przypominający szum.
Pomimo tego że gatunek jest znany głównie w podziemiu, harsh noise wall cieszy się ''kultem'' na scenie muzyki noise. W Montreuil organizowany jest festiwal poświęcony temu gatunkowi, nazwany Harsh Noise Wall Festival, udział w nim biorą tacy muzycy jak, Werewolf Jerusalem, TheNightProduct, Black Leather Jesus i Tissa Mawartyassari.